# Revue Mabillon
La Revue Mabillon est une revue scientifique internationale d’histoire des ordres religieux, dont le champ géographique s'étend à l'Europe de l'Ouest.
Fondée par les bénédictins en 1905 pour étudier l'histoire monastique de la France, la Revue Mabillon est sous leur responsabilité jusqu'en 1989. À partir de 1990, elle est dirigée par une association composée d'historiens universitaires et son champ d'études est élargi aux ordres religieux de l'Europe occidentale.

## Histoire

### Revue bénédictine (1905-1989)
La Revue Mabillon, qui porte le nom du moine bénédictin mauriste Jean Mabillon, est fondée en 1905 par le bénédictin français Jean-Martial Besse, et éditée par les moines de l'abbaye de Ligugé. Elle se consacre alors à l'histoire monastique de la France.
Dès son premier numéro, la Revue Mabillon se réclame de l'érudition des bénédictins mauristes. Avec la Revue bénédictine, elle fait partie de l'historiographie interne du monachisme bénédictin. La Revue Mabillon est fondée dans un contexte politique difficile pour les bénédictins, juste après l'expulsion des congrégations et au moment de la séparation des Églises et de l'État. Sous Jean-Martial Besse, elle a une orientation militante de défense des bénédictins par l'érudition.
Après la mort de Jean-Martial Besse en 1920, Gaston Charvin dirige la revue. Sous sa direction, l'aspect militant disparaît pour laisser place à l'érudition pour elle-même. Après Gaston Charvin, la Revue Mabillon est dirigée de 1966 à 1989 par Jean Becquet,. La publication de la revue repose essentiellement sur son travail, y compris matériel. Il y insère à partir de 1970 une série d'études, intitulée Abbayes et prieurés, qui est une continuation d'une série du même nom publiée de 1905 à 1941 par les bénédictins mais interrompue depuis. Il s'agit de répertoires des abbayes et prieurés par diocèse. Jean Becquet a ainsi publié dans la Revue Mabillon des séries consacrées aux établissements religieux des diocèses d'Arras, d'Amiens, de Soissons, de Beauvais et de Reims.
Pendant toute la période où elle est publiée par les bénédictins, la revue consacre la majorité de ses articles à l'histoire de cet ordre religieux.

### Revue universitaire (depuis 1990)
Jean Becquet annonce en 1989 qu'il ne peut plus publier la Revue Mabillon, pour des raisons de santé. La revue manque alors de disparaître. En 1990, une réorganisation la fait passer sous la responsabilité d'une association, la société Mabillon, et les éditions Brepols en reprennent la publication. Jean Becquet en laisse la direction à André Vauchez. La revue devient internationale et son champ d'études est élargi à l'histoire religieuse de l'Occident médiéval et moderne. Elle est dirigée par un groupe d'universitaires, mais l'esprit et les orientations restent proches de ceux impulsés par Jean Becquet, qui continue à y participer. En 2009, Nicole Bériou succède à André Vauchez à la tête de la revue.
La revue publie des articles, en français ou dans d'autres langues, sur l'histoire des ordres religieux. Elle est publiée de 1990 à 2016 par les éditions Brepols. Elle est ensuite éditée par la Société Mabillon, mais les éditions Brepols continuent à en assurer la diffusion.
La revue est publiée en un volume annuel, d'environ 350-400 pages. Les volumes parus depuis 1990 sont accessibles en ligne, sauf les derniers d'entre eux, sur le site des éditions Brepols. Les volumes antérieurs sont accessibles sur Gallica pour les périodes 1905-1933, 1953-1955 et 1960-1989. 

### Liens
- Sites officiels : revue-mabillon.fr, www.brepolsonline.net/loi/rm et www.irht.cnrs.fr/fr/publications/revues/revue-mabillon
- Ressources relatives à la recherche :   - Excellence in Research for Australia
  - Julkaisufoorumi
  - Mir@bel
- Notices d'autorité :   - BnF (données)